# Hadena dictyota
Hadena dictyota là một loài bướm đêm trong họ Noctuidae.